# T29 Heavy Tank
A T29-es nehéz harckocsi egy amerikai kísérleti harckocsi volt, melynek fejlesztése 1944 márciusában kezdődött el. A fő cél az volt, hogy eredményesen tudják felvenni a harcot az új német páncélosokkal (elsősorban a Párduccal és a Tigris I-gyel). A 45 tonnás T26E3 (M26 Pershing) harckocsi fegyverzete és páncélzata azonban elégtelennek bizonyult már a Tigris II-vel szemben, melynek a tömege megközelítette a 70 tonnát. A T29-es nem lett kész az európai háború végéig, azonban fontos szerepet töltött be a háború után mint kísérleti eszköz az új mérnöki elképzelésekhez.
A T29-es egy meghosszabbított T26E3 alvázra épült, és erősebb páncélzattal, egy 750 lóerős Ford motorral, valamint egy teljesen új toronnyal volt felszerelve, melybe a nagy kezdősebességű, 105 mm-es T5 típusú löveget szerelték be. Az új harcjármű tömege 70 tonna körül alakult, és egyértelműen képes lett volna felvenni a harcot a Tigris II-vel mind tűzerő, mind páncélvédettség tekintetében.
A T29-es fejlesztésével párhuzamosan futó T30-as projekt lényegében teljesen megegyezett az előbbivel, de a főfegyverzetet egy 155 mm-es T7 típusú ágyú képezte, valamint erősebb motorral volt felszerelve, és a személyzet kiegészült egy fővel, aki a főlöveg újratöltését segítette.
1945-ben, miután a háború véget ért Európában, a T29-es és a T30-as "korlátozott beszerzés" fokozatba lett besorolva, valamint rendeltek egy kis sorozatot is belőlük arra hivatkozva, hogy az erős főlöveg és a vastag páncélzat hasznos lehet még a japán bunkerek elleni harcokban. A Szárazföldi Erők parancsnoksága azonban aggályát fejezte ki a nehéz harckocsik alkalmazhatóságát illetően, a háború pedig befejeződött, mielőtt a probléma megoldódott volna. Így végül csak néhány kísérleti jármű került legyártásra. 
A T29-es utolsó változata a T34-es nehéz harckocsi volt (nem összetévesztendő a szovjet T–34-es közepes harckocsival), melynek 120 mm-es lövege az akkori 120 mm-es légvédelmi lövegen alapult. Csupán két prototípus épült, ebből az egyiket egy legyártott T29-esből, a másikat egy T30-asból alakították át. Az előzőekhez hasonlóan a háború vége a fejlesztések leállítását eredményezte, de ezen harcjárművek rendkívül hasznos tapasztalatokkal szolgáltak a későbbi M103-as nehéz harckocsi fejlesztésekor.

## Külső hivatkozások
- http://mailer.fsu.edu/~akirk/tanks/ Archiválva 2013. október 30-i dátummal a Wayback Machine-ben